# Mohammed bin Szulajm

Mohammed bin Szulajm (nyugaton: Mohammed ben Sulayem) (Dubaj, 1961. november 12. –) egyesült arab emírségeki volt raliversenyző, a Nemzetközi Automobil Szövetség (FIA) jelenlegi elnöke. A Közel-keleti ralibajnokság tizennégyszeres győztese.

## Pályafutása
1988 és 1995 között tizennyolc rali-világbajnoki futamon állt rajthoz. Első versenye az Akropolisz-rali volt 1988-ban. Az 1991-es argentin ralin elért hetedik helyezésével szerezte első világbajnoki pontjait.
1986 és 2002 között tizennégy alkalommal nyerte meg a közel-keleti ralibajnokságot. Ezzel a teljesítményével, valamint a bajnokságban elért verseny-győzelmeivel magasan rekordtartója a sorozatnak.
2009. április 9-én részt vett egy Dubajban rendezett bemutatón, melyen egy Renault R28-as Formula–1-es versenyautót vezethetett. Szulajm a francia Romain Grosjean-nal tartott gyorsulási versenyt, amikor is elvesztette uralmát az autó felett és a pályát a boxutcától elválasztó falnak csapódott. Az autó jelentősen megrongálódott, de Mohammed sértetlenül szállt ki belőle.

### FIA
2008-ban az FIA alelnöke, valamint a Motorsport Világtanács tagja lett.
2021 decemberében megszavazták az FIA elnökének. Ő lett az első Európán kívüli személy, aki ezt a tisztséget betöltheti.

## Főbb győzelmei
- Közel-keleti ralibajnokság - bajnok (14): 1986–91, 1994, 1996–2002
- Egyesült Arab Emírségek-rali (5): 1996–99, 2001
- Bahrein-rali (3): 2000–02
- Katar-rali (9): 1988, 1990–91, 1996–98, 2000–02
- Jordán rali (12): 1984, 1987–88, 1990, 1994, 1996–2002
- Libanon-rali (4): 1987, 1997–99
- Szír rali (3): 2000–02
- Dubaj-rali (15): 1985–88, 1991–95, 1997–2002
- Omán-rali (6): 1986–87, 1990–91, 1994, 1998
- Kuvait-rali (4): 1985, 1988–89, 1996
- Szaúdi rali (1): 2000

## Külső hivatkozások
- Mohammed bin Szulajm hivatalos honlapja
- Profilja a rallybase.nl honlapon